# Tomas Sivertsson
Lars Tomas Sivertsson (Halmstad, 21 febbraio 1965) è un ex pallamanista e allenatore di pallamano svedese.

## Palmarès

### Olimpiadi
- 2 medaglie:
  - 2 argenti (Atlanta 1996; Sydney 2000)